# Paul Moder
Paul Moder, född 1 oktober 1896 i Neheim, Arnsberg, död 8 februari 1942 vid sjön Ilmen i Novgorod oblast, var en tysk SS-Gruppenführer.

## Biografi
Moder stred i första världskriget och sårades i slaget vid Verdun 1916.

### Andra världskriget
Den 1 september 1939 anföll Tyskland Polen och den 26 oktober inrättades Generalguvernementet, den del av Polen som inte inlemmades i Tyska riket. I november 1939 utsågs Moder till SS- och polischef i distriktet Warschau i Generalguvernementet. Hans överordnade var Friedrich-Wilhelm Krüger, Högre SS- och polischef i Generalguvernementet. Under Moders tid som SS- och polischef inrättades Warszawas getto och tvångsarbete för judar infördes. I mars 1940 grep Sicherheitsdienst omkring 1 000 polska motståndsmän i distriktet; samtliga avrättades.
Den 22 juni 1941 inledde Tyskland Operation Barbarossa, angreppet på den tidigare bundsförvanten Sovjetunionen. Moder reste då till Berlin för att besöka sin familj. Krüger anmälde detta egenmäktiga förfarande till SS-Personalhauptamt och det hela kom till Reichsführer-SS Heinrich Himmlers kännedom. Den 19 juli 1941 avskedades Moder, ersattes med Arpad Wigand och kommenderades till östfronten med SS-Division Totenkopf. Moder stupade i februari 1942.

## Utmärkelser
Paul Moders utmärkelser
- Järnkorset av andra klassen (första världskriget)
- Järnkorset av första klassen (första världskriget)
- Såradmärket i svart (första världskriget)
- Tilläggsspänne till Järnkorset av andra klassen: 26 juni 1940
- Tilläggsspänne till Järnkorset av första klassen: 9 november 1941
- Ärekorset
- Landesorden
- NSDAP:s partitecken i guld
- Tyska Olympiska Hederstecknet av första klassen
- NSDAP:s tjänsteutmärkelser
- SS tjänsteutmärkelser
- SS Hederssvärd
- SS-Ehrenring (Totenkopfring)